# Île White (archipel de Ross)
Pour les articles homonymes, voir Île White.
L'île White est une île de 24 km de long de l'archipel de Ross, à l'est de l'île Black.
Elle fut découverte par l'expédition Discovery et nommée pour l'abondance de neige qu'on y observa.